# Lissoclinum diversum
Lissoclinum diversum är en sjöpungsart som beskrevs av Kott 2004. Lissoclinum diversum ingår i släktet Lissoclinum och familjen Didemnidae. Inga underarter finns listade i Catalogue of Life.